# Zaventem
Zaventem  est une commune néerlandophone de Belgique située en Région flamande dans la province du Brabant flamand.
Située en immédiate banlieue de Bruxelles, elle est notoirement connue pour accueillir l'aéroport de Bruxelles qui est situé en partie sur le territoire de la commune.

## Étymologie
L'ancienne orthographe du nom de la commune est Saventhem, mais la notation la plus ancienne de Zaventem est Saventa, qui date des archives de 1117.
Il existe plusieurs hypothèses sur la signification du nom. L'un d'eux fait référence aux sept bassins ou petits étangs qui existaient dans la région à l'époque médiévale. Une autre fait référence à de petites mares en milieu sablonneux (argile sabuleuse). D'autres interprètent le nom Zaventem comme une reconfiguration de sept tommen (c'est-à-dire sept tumuli gallo-romains ou tumuli funéraires) ou champs de semences.

## Géographie

### Localisation
La commune de Zaventem se situe immédiatement à l'est de la Région de Bruxelles-Capitale dans la province du Brabant flamand.
Elle n'est séparée que de 25 kilomètres de la ville de Louvain, capitale provinciale. La commune de Zaventem reste néanmoins rattachée à l'arrondissement administratif de Hal-Vilvorde.

La forme de la commune ressemble à la suite des fusions de communes à un croissant : à l'ouest se situe la section de Woluwe-Saint-Étienne, au centre le village de Zaventem, à l'est Nossegem et au sud Sterrebeek.
|                         | Steenokkerzeel Machelen  |            |
| Evere Haren (Bruxelles) | Zaventem                 | Kortenberg |
| Woluwe-Saint-Lambert    | Wezembeek-Oppem Kraainem | Tervuren   |

### Sections de la commune
| # | Section              | Superf. (km²) | Habitants (2020) | Habitants par km² | Code INS |
| - | -------------------- | ------------- | ---------------- | ----------------- | -------- |
| 1 | Zaventem             | 9,03          | 13.956           | 1.545             | 23094A   |
| 2 | Nossegem             | 3,94          | 3.152            | 800               | 23094B   |
| 3 | Woluwe-Saint-Étienne | 5,47          | 9.096            | 1.662             | 23094D   |
| 4 | Sterrebeek           | 9,28          | 8.560            | 922               | 23094C   |

Les trois anciennes communes sont rattachées à Zaventem lors de la fusion des communes de 1977.

## Histoire
L'histoire la plus ancienne de Zaventem remonte au néolithique et à l'époque gallo-romaine. D'après les restes funéraires, il est devenu clair que la région était également habitée à l'époque de l'Empire franc et de la dynastie mérovingienne. Zaventem faisait successivement partie du comté de Uccle et du comté de Louvain avant d'être rattaché au Duché de Brabant.
Vers le Xe siècle, Zaventem appartenait à l'abbaye de Nivelles. Le centre du village est né au croisement de deux routes importantes entre Vilvorde et Tervuren, et entre Bruxelles et Erps, avec l'église au centre de ce village en pleine croissance. La paroisse est établie avant le IXe siècle mais l'église, qui porte le nom du saint patron Saint Martin, devient propriété de l'abbaye de Nivelles à la fin du IXe siècle. En 1147, le droit de propriété est transféré au Diocèse de Cambrai. La paroisse resta dépendante de ce diocèse jusqu'en 1559, date à laquelle l'Archidiocèse de Malines en prit la relève.

### Seigneurs de Saventhem

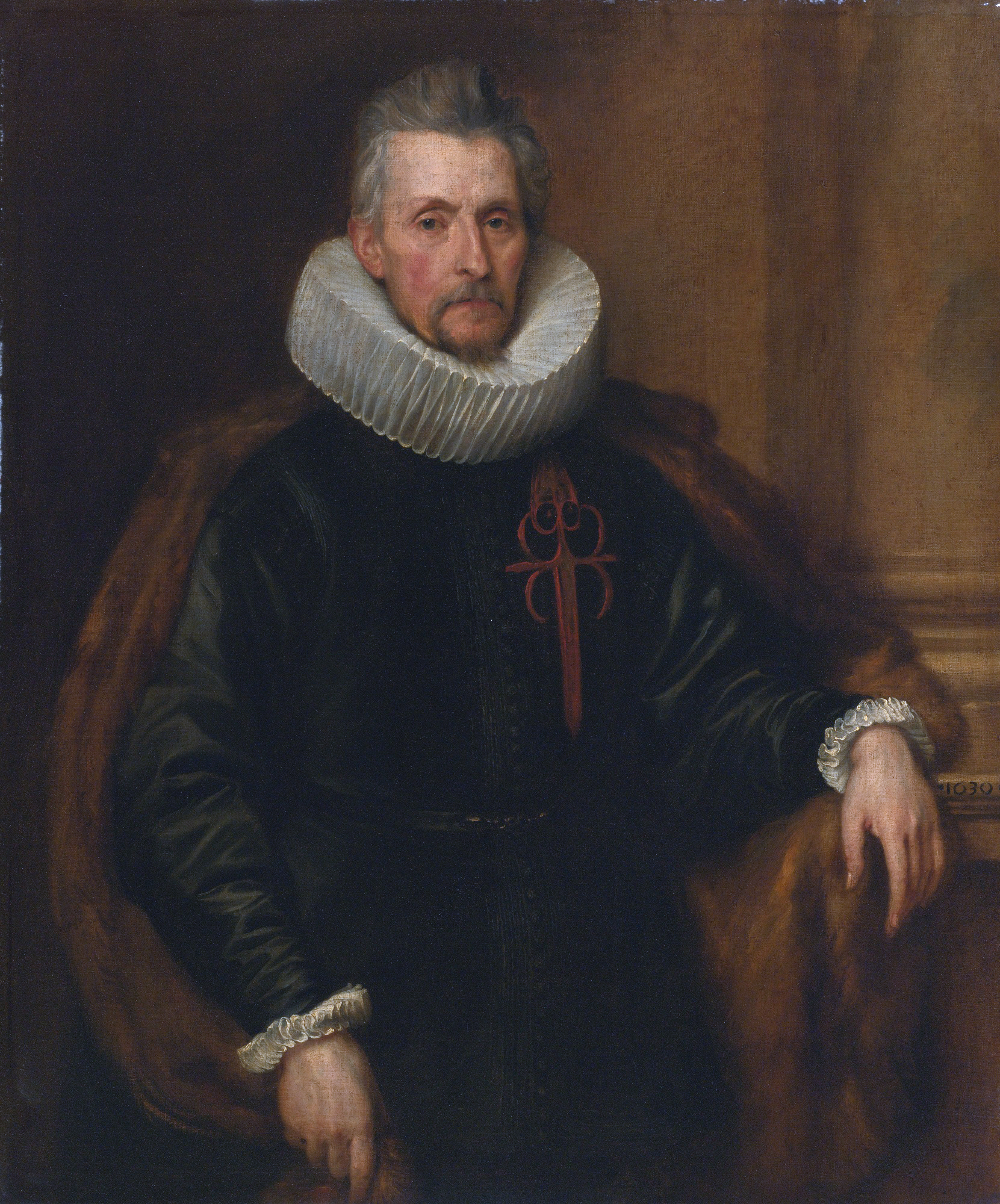
Ferdinand de Boischott (1571-1649), Baron Zaventem, attribué à Antoine van Dyck.

De 1112 à 1122, le vassal de Lambertus de Craynhem, seigneur de Saventhem, s'appelait Ricardus de Saventen. On a pensé que de Saventen était une famille noble locale qui coexistait avec la famille noble des seigneurs de Craynhem. À cette époque, l'Abbaye de Forest et l'Abbaye de Kortenberg étaient d'importants propriétaires terriens.
La seigneurie féodale de Zaventem n'est alors devenue la propriété du chevalier Hendrik van der Meeren qu'après avoir appartenu à une autre famille noble. En 1381, il est officiellement reconnu seigneur de Saventhem et sa famille en restera propriétaire jusqu'en 1605. Ils possédaient un château proche de l'église paroissiale mais celui-ci fut démoli dans la seconde moitié des années 1920.
En 1605, le chancelier du duché de Brabant, Ferdinand van Boisschot (1560-1649) devint seigneur de Zaventem, et lorsqu'il fut fait baron en 1621, Zaventem devint une baronnie qui s'agrandit par la suite avec les villages Nossegem, Sterrebeek et Sint -Stevens-Woluwe. La famille de Boisschot est restée propriétaire jusqu'à la Révolution française.À l'origine, il y avait une grande forêt au nord-ouest de Zaventem appelée Saventerlo où les ducs de Brabant allaient chasser. La région a été en grande partie déboisée au XVIIe siècle.
Néanmoins, Zaventem est restée majoritairement agricole pendant la majeure partie du XIXe siècle mais ses activités industrielles remontent au moins au XIIIe siècle. Pendant ce temps, divers moulins à eau ont été installés sur la rivière Woluwe qui ont ensuite été convertis en moulins à papier.

### Indépendance de la Belgique et ère industrielle
À partir de 1850, le développement des machines à vapeur intensifie même le processus d'industrialisation, ayant un effet négatif sur les activités agricoles. Progressivement, les grands domaines à bail de terres agricoles sont remplacés au XIXe siècle par des maisons de laboureurs. En 1866, la voie ferrée entre Bruxelles et Louvain, signe de l'ère industrielle, est inaugurée divisant Zaventem en deux parties. En plus de l'industrie du papier, l'activité industrielle s'est également tournée vers le tannage du cuir à la fin du XIXe siècle.
Au début du XXe siècle, le constructeur automobile Excelsior, qui deviendra plus tard mondialement connu, produit certaines de ses voitures dans une usine de Zaventem. Toutes ces initiatives industrielles ont conduit à la construction de divers petits châteaux et grandes villas dans la commune pour les directeurs exécutifs des entreprises telles que la Villa Feldheim de la riche famille éponyme impliquée dans l'industrie du tannage.

### Depuis la fin de la Seconde Guerre mondiale
Après la Seconde Guerre mondiale, de nombreuses usines ont été contraintes de fermer, incapables de faire face à la concurrence étrangère.

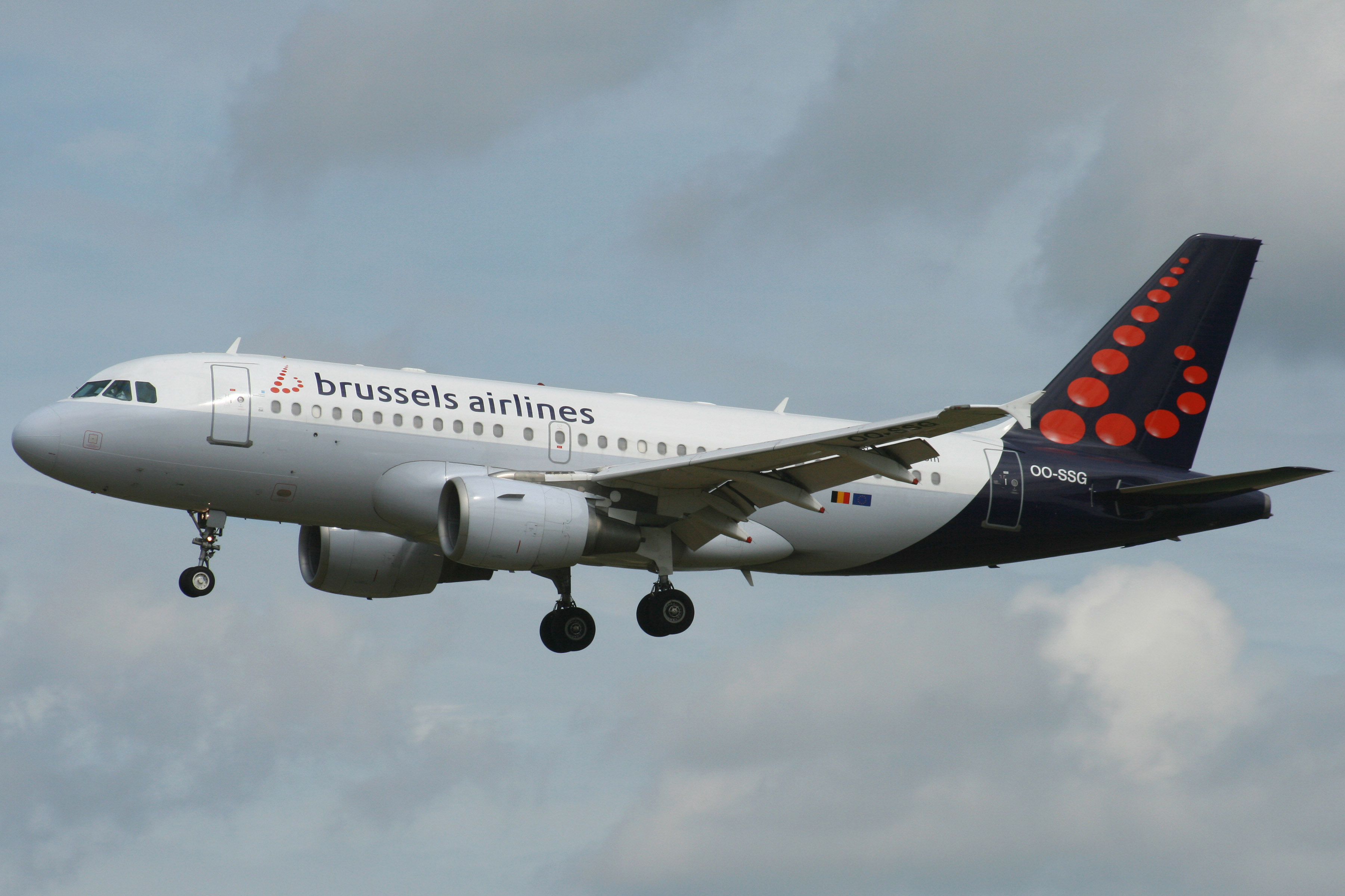
Avion de Brussels Airlines en train d'atterrir à l'aéroport de Bruxelles-National.

Le tournant majeur pour la commune est la construction de l'aéroport de Bruxelles-National à l'occasion de l'Exposition universelle de 1958, où les caractéristiques du paysage de Zaventem ont été radicalement modifiées.  La zone aéroportuaire à Zaventem débute en 1940, quand les occupants nazis construisent un aérodrome militaire à Melsbroek (au nord de la commune de Zaventem). La construction de la première se termine en juillet 1940 et les deux autres sont construites peu de temps après. Après la guerre, le gouvernement belge décide d'abandonner l'ancien aérodrome de Haren et d'adapter celui de Melsbroek au trafic civil en allongeant les pistes. Les activités se sont définitivement déplacées à Zaventem avec la construction de deux terminaux à l'aéroport pour l'exposition universelle.
L'emplacement était autrefois le lieu de la grande forêt de Saventerlo. Néanmoins, l'aéroport a donné un formidable élan à l'emploi local qui a grandement profité à Zaventem. Ajouté à cela la forte croissance des entreprises semi-industrielles au cours des années 1960 et 1970, Zaventem est devenu un pôle économique important. De nombreuses entreprises possèdent leur siège à Zaventem pour leurs activités en Belgique, c'est le cas de Carrefour, Warner Bros ou Bridgestone.
En 1977 lors de la fusion de communes en Belgique, la commune de Zaventem s'agrandit en absorbant les anciennes communes de Nossegem, Woluwe-Saint-Étienne et Sterrebeek.
Les années 2000/2010 voient un profond changement linguistique de la commune avec un glissement du néerlandais vers le français, bien que seule la première garde un statut officiel. On estime désormais à plus de 45 % la part de locuteurs de la langue française dans la commune. Ces changements ont conduit à de certaines tensions linguistiques dans la commune avec une interdiction d'utilisation de la langue française, en application des lois flamandes dans divers espaces publics, comme les écoles, l'église ou alors dans l'administration communale.
Le 22 mars 2016, se produisent les attentats de Bruxelles. À 7 h 58, une double explosion dans le hall des départs de l'aéroport provoque la mort de 14 personnes, et au moins 92 blessés et de nombreux dégâts entraînant la fermeture de l'aéroport et l'annulation de tous les vols. Il s'agit d'un attentat couplé avec un troisième attentat-suicide dans le métro bruxellois à la station Maelbeek. L'aéroport a rouvert partiellement (à 20 % de sa capacité) le 3 avril 2016 après douze jours de fermeture. L'aéroport a repris son fonctionnement normal depuis le 2 juin 2016.

## Population et société

### Démographie: avant la fusion des communes
- Source : DGS recensements population.

### Démographie: commune fusionnée
En tenant compte des anciennes communes entraînées dans la fusion de communes de 1977, on peut dresser l'évolution suivante :
Les chiffres des années 1831 à 1970 tiennent compte des chiffres des anciennes communes fusionnées.
- Source : DGS, de 1831 à 1981 = recensements population ; à partir de 1990 = nombre d'habitants chaque 1er janvier.[6]

### Évolution linguistique de la population communale
Zaventem se situe en Région flamande et ne dispose pas de facilités linguistiques pour les francophones. L'unique langue officielle de la commune, en application des lois flamandes reste le néerlandais. C'est également la seule langue admise dans l'administration.
Du fait de la présence en son sein de l'aéroport international, la commune compte un grand nombre de non-néerlandophones. La liste UF a rassemblé aux dernières élections 20 % des votes et dispose, depuis 2012, de 7 représentants sur les 31 que compte le conseil communal.
Une étude de Kind en Gezin (office de l'enfance flamande), publiée en partie par le journal le Soir le 18 décembre 2014, révèle qu'entre 2004 et 2013 les naissances d'enfants néerlandophones sont passées de 37,7 % à 29,3 %, dans le même temps les naissances d'enfants francophones sont passées de 26,5 % à 35,6 %.
Il y aurait un peu plus d'un tiers d'enfants francophones dans les écoles de Zaventem.
En 2021, selon l'office des naissances de la région Flandre, « Kind en Gezin », la langue principale parlée avant le néerlandais serait le français avec 47 % de locuteurs.

## Héraldique
|  | La commune possède des armoiries qui lui ont été octroyées le 24 septembre 1904 et de nouvelles lui ont été octroyées le 4 janvier 1995. Les nouvelles armoiries montrent les anciennes armoiries de Zaventem et Nossegem, avec des bannières avec des symboles pour Woluwe-Saint-Étienne et Sterrebeek. Les trois moulins cités sont issus des armoiries de la famille Boisschot, derniers seigneurs de Zaventem depuis 1605 et de Nossegem depuis 1624. Leurs armoiries sont issues des armoiries de la famille Rovere, qui utilisait déjà les moulins au XIIIe siècle. En 1608 le sceau de Zaventem n'a montré que le bouclier. En 1621, Zaventem est promu baronnie et les nouveaux sceaux montrent les armoiries placées contre une croix de Calatrava et portant deux banderoles, une avec les trois moulins, l'autre avec un sanglier. Ces armoiries avaient été reçues en 1904, mais sans la croix de Calatrava. La signification de la tête du sanglier n'est pas connue. Il a été suggéré que c'était le symbole le plus ancien du village. Blasonnement : D'or à trois fers de moulin d'azur. L'écu placé devant les mâts d'argent de deux bannières, dextre : d'azur au chef d'argent chargé de trois pals de gueules, senestre : d'or à la fasce d'azur chargée de trois pots d'or. - Délibération communale : 25 mai 1981 - Arrêté de l'exécutif de la communauté : 4 janvier 1995 - Moniteur belge : 4 janvier 1995 Source du blasonnement : Heraldy of the World. |

## Vie politique

### Résultats des élections communales depuis 1976
| Partis                    | 10-10-1976 | 10-10-1976 | 10-10-1982 | 10-10-1982 | 9-10-1988 | 9-10-1988 | 9-10-1994 | 9-10-1994 | 8-10-2000 | 8-10-2000 | 8-10-2006 | 8-10-2006 | 14-10-2012 | 14-10-2012 | 14-10-2018 | 14-10-2018 |
| Votes / Sièges            | %          | 27         | %          | 29         | %         | 29        | %         | 29        | %         | 29        | %         | 29        | %          | 31         | %          | 31         |
| ------------------------- | ---------- | ---------- | ---------- | ---------- | --------- | --------- | --------- | --------- | --------- | --------- | --------- | --------- | ---------- | ---------- | ---------- | ---------- |
| CVP/CD&V                  | 33,23      | 10         | 15,36      | 4          | 20,02     | 6         | -         |           | 14,14     | 4         | -         |           | 12,14      | 3          | 14,14      | 4          |
| CD&V+N-VA                 | -          |            | -          |            | -         |           | -         |           | -         |           | 18,42     | 5         | -          |            | -          |            |
| VU/VU&ID                  | 15,61      | 4          | 11,8       | 3          | 7,13      | 1         | -         |           | 7,01      | 1         | -         |           | -          |            | -          |            |
| N-VA                      | -          |            | -          |            | -         |           | -         |           | -         |           | -         |           | 19,49      | 6          | 22,0       | 7          |
| PVV/VLD/Open Vld          | 13,38      | 3          | 24,73      | 8          | 43,52     | 15        | 38,93     | 14        | 38,4      | 13        | 35,63     | 12        | 32,02      | 11         | 32,5       | 12         |
| SP                        | 23,54      | 7          | 20,79      | 7          | 10,91     | 3         | 8,86      | 2         | 7,71      | 2         | -         |           | -          |            | -          |            |
| sp.a-Groen-Leef!          | -          |            | -          |            | -         |           | -         |           | -         |           | 14,22     | 4         | 13,24      | 4          | -          |            |
| AGALEV                    | -          |            | -          |            | 5,61      | 1         | 7,28      | 1         | 8,84      | 2         | -         |           | -          |            | -          |            |
| Vlaams Blok/Vlaams Belang | -          |            | -          |            | -         |           | 5,64      | 1         | 7,79      | 2         | 10,92     | 2         | 3,13       | 0          | -          |            |
| PF                        | 14,25      | 3          | 14,79      | 4          | 12,81     | 3         | -         |           | -         |           | -         |           | -          |            | -          |            |
| D82                       | -          |            | 12,53      | 3          | -         |           | -         |           | -         |           | -         |           | -          |            | -          |            |
| UF                        | -          |            | -          |            | -         |           | 14,89     | 4         | 16,11     | 5         | 19,73     | 6         | 19,98      | 7          | 19,3       | 6          |
| CVP VU                    | -          |            | -          |            | -         |           | 21,45     | 7         | -         |           | -         |           | -          |            | -          |            |
| Pro Zaventem              | -          |            | -          |            | -         |           | -         |           | -         |           | -         |           | -          |            | 8,0        | 2          |
| Total des votes           | 16180      | 16180      | 17170      | 17170      | 17459     | 17459     | 16700     | 16700     | 16424     | 16424     | 17414     | 17414     | 17643      | 17643      | 17553      | 17553      |
| Participation %           |            |            |            |            | 92,49     | 92,49     | 90,7      | 90,7      | 89,69     | 89,69     | 90,73     | 90,73     | 87,76      | 87,76      | 95,1       | 95,1       |
| Votes blancs ou nuls %    | 3,29       | 3,29       | 4,68       | 4,68       | 3,48      | 3,48      | 4,2       | 4,2       | 3,79      | 3,79      | 4,09      | 4,09      | 2,96       | 2,96       | 4,9        | 4,9        |

## Économie
- Présence de l'entreprise de commerce électronique Proxis.

## Église Saint-Martin

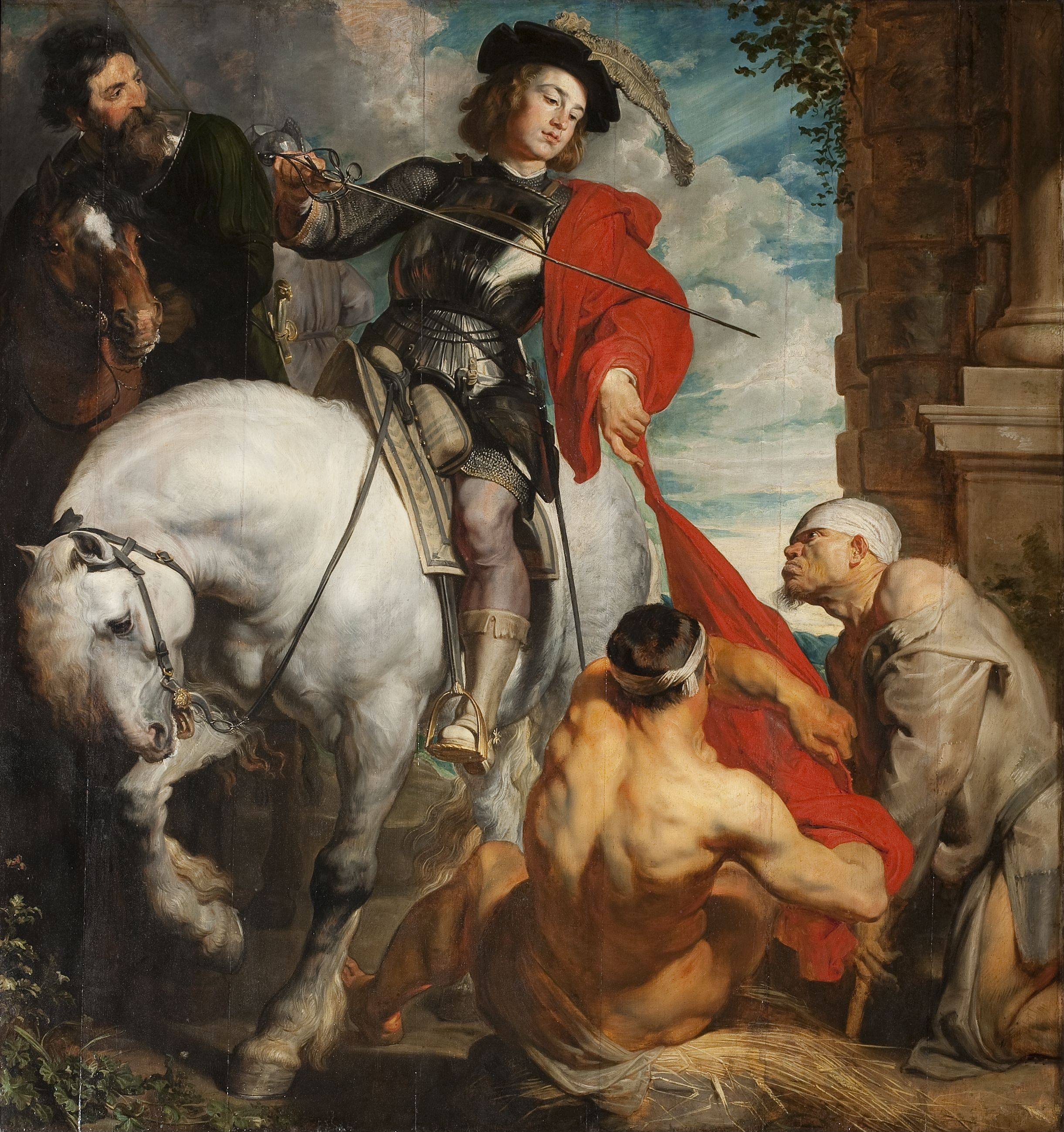
Saint Martin partageant son manteau, 1618
par Antoine van Dyck.

L'église Saint-Martin de Zaventem date de 1567 et est classée depuis 1938. Elle abrite une œuvre célèbre d'Antoine van Dyck, Saint Martin partageant son manteau avec un mendiant.

## Enseignement supérieur
- Hub'Air Aviation Academy : école de pilotage.

## Jumelages
- Blankenheim (Allemagne)[16]
- Availles-Limouzine (France)[réf. nécessaire]
- Kronberg im Taunus (Allemagne)[réf. nécessaire]

## Folklore
Cortège carnavalesque le samedi entre le 12 et le 18 mars